# Kloster Louka
Koordinaten: 48° 50′ 28″ N, 16° 3′ 28″ O

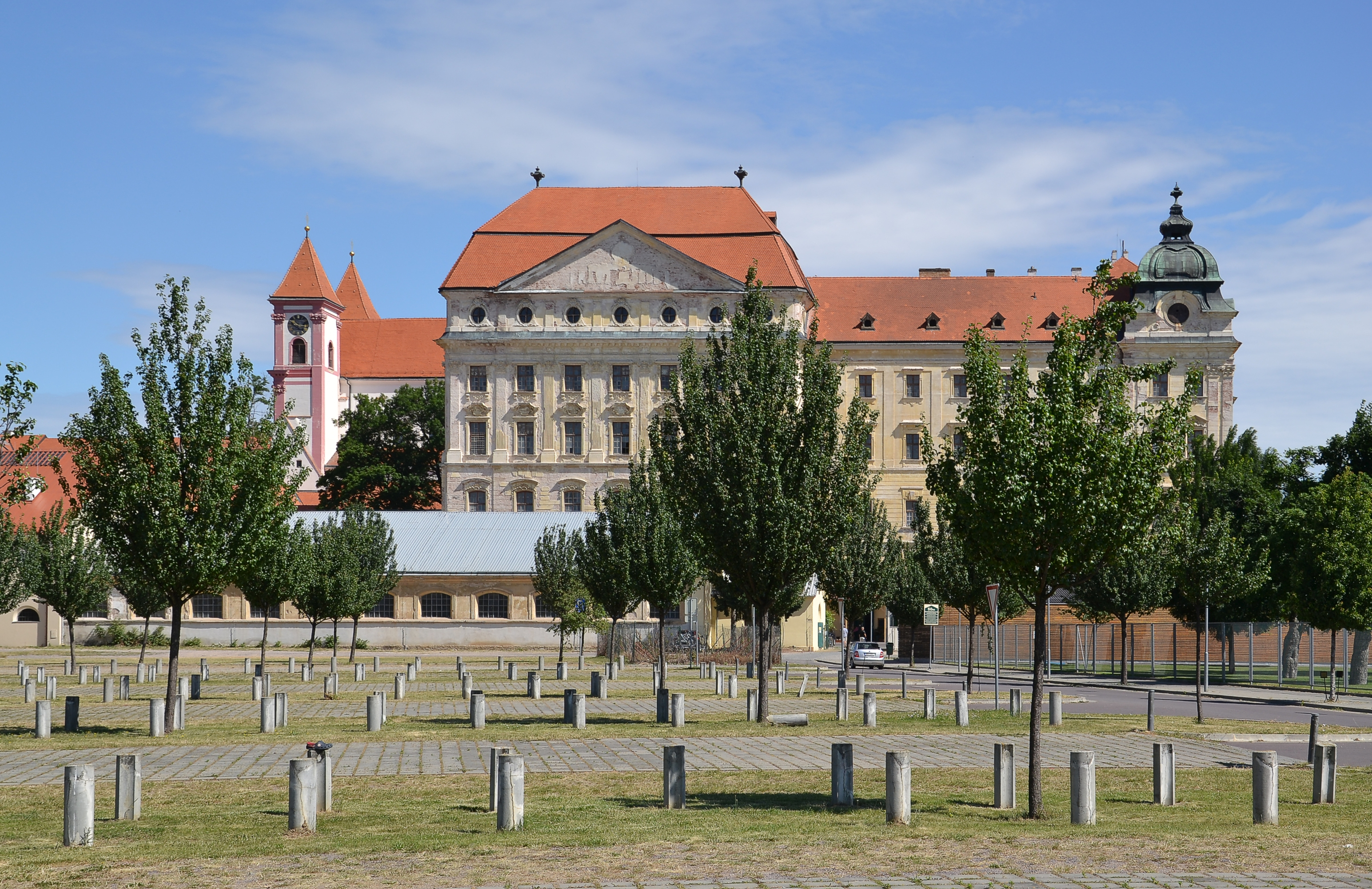
Kloster Louky (Klosterbruck)

Das Kloster Louka (tschechisch Loucký klášter bzw. Klášter v Louce, deutsch Klosterbruck) ist ein ehemaliges Prämonstratenserkloster in Znojmo in der Region Südmähren, Tschechien.

## Geschichte

### Gründung als Kloster

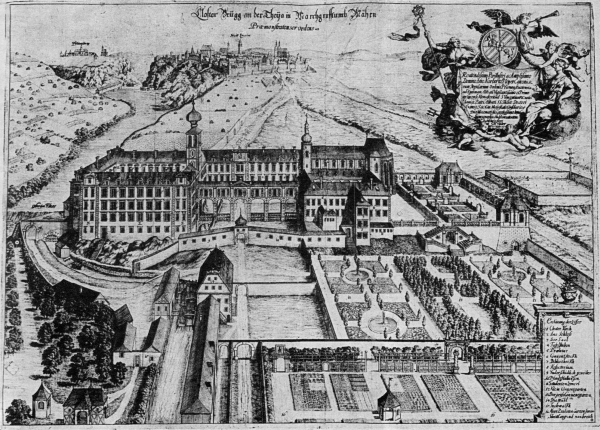
Vischer-Stich aus dem 17. Jahrhundert

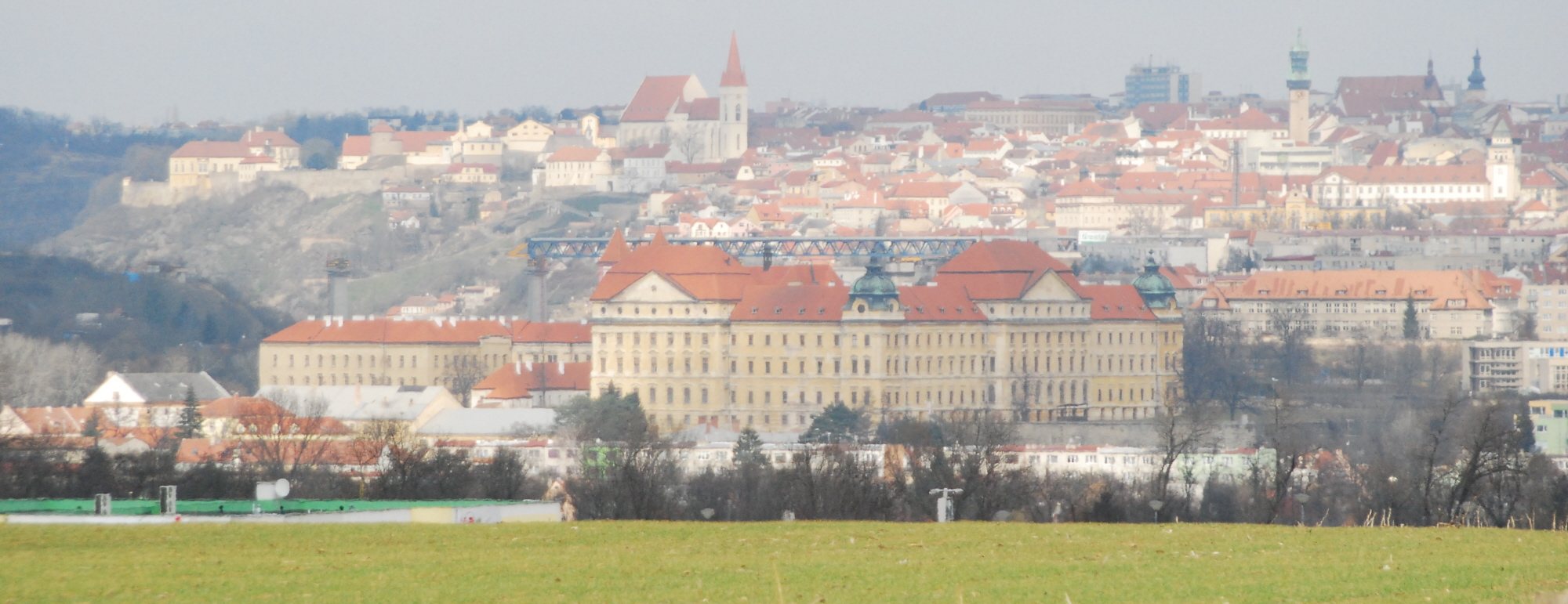
Stift Klosterbruck in Znaim von Süden

An Stelle einer von Judith von Wittelsbach 1048 oder 1056 gegründeten Kapelle stifteten Herzog Konrad Otto II. von Böhmen und seine Mutter Maria 1190 ein Kloster, das sie, mit reichen Mitteln ausgestattet, den Prämonstratensern übergaben. Zur Dotation gehörten u. a. die Güter Althart und Lodenitz.  Es spielte eine bedeutende Rolle in Südmähren.
Um den von Ottokar I. Přemysl gewünschten Ausbau der Stadt Znaim fortsetzen zu können, musste mit dem Kloster ein Grundstückstausch im Bereich der Stadt ausgehandelt werden, der am 19. September 1226 vertraglich abgeschlossen wurde.
Im Lauf seiner Geschichte wurde das Kloster mehrmals geplündert, so etwa 1242 durch Truppen von Friedrich dem Streitbaren und 1252/1253 durch Kumanen des Ungarnkönigs Bela IV. Wegen des dadurch verursachten wirtschaftlichen Niederganges verweigerte das Kloster daraufhin seine Zahlungen an den Papst in Rom. Während des dadurch ausgelösten Streits wurden die Ordensbrüder in Klosterbruck 1391 exkommuniziert. Erst nach der 1392 erfolgten Zahlung wurde diese Maßnahme wieder zurückgenommen.

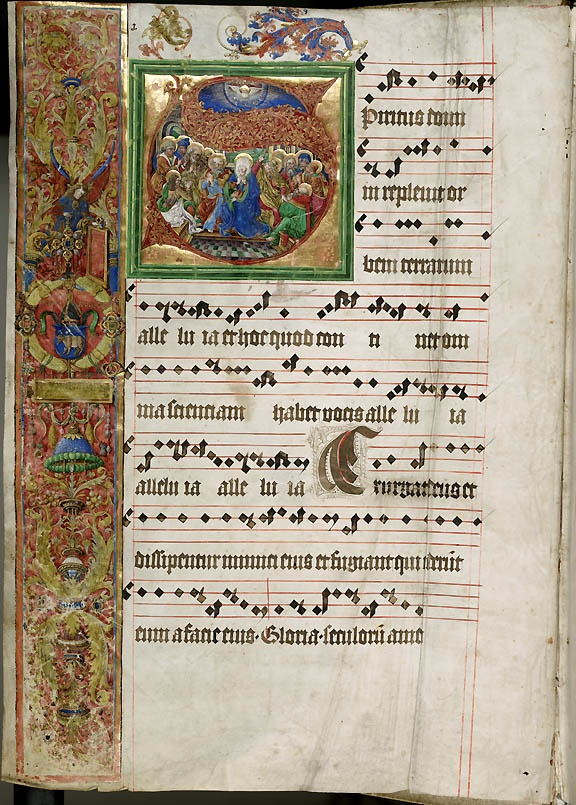
Graduale von Louky

Im Jahre 1370 erwarb das Stift von Marquard und Johann von Schenkenberg  das Gut Chlupice.  Zum Schutz vor den Hussiten wurde das Kloster 1421 durch Erzherzog Albrecht besetzt, am 14. November 1422 wurde es dennoch erobert und niedergebrannt. Mit dem Wiederaufbau im gotischen Stil unter Einbeziehung jenes Schlosses, in dem einst Judith von Wittelsbach wohnte, wurde 1440 begonnen. Die Arbeiten wurden von Baumeister Niklas von Edelspitz durchgeführt und dauerten bis 1498. In dieser Zeit errichtete er auch den Rathausturm in Znaim. Das Graduale von Louky stammt aus dem Jahre 1499.
Misswirtschaft der für das Kloster Verantwortlichen und die Verbreitung der Lehren Martin Luthers führten ab etwa 1528 zu einem neuerlichen Niedergang des Klosters in wirtschaftlicher und religiöser Beziehung.
Zwar konnte Abt Sebastian I. das Kloster ab 1572 wirtschaftlich und religiös wiederherstellen und die Klosterdruckerei einrichten, doch 1620 wurden die Chorherren aus dem Kloster vertrieben. Erst nach der Schlacht am Weißen Berg im November des gleichen Jahres konnten sie wieder zurückkehren. Im März 1645 plünderten die Schweden Klosterbruck.
1680 begannen acht Jahre dauernde Um- und Neubauarbeiten am Stift. Im Jahre 1692 kaufte das Stift für 35.300 Rheinische Gulden einen Teil der Herrschaft Mislitz mit dem Markt Mislitz (Mitterdorf und Böhmdorf mit Schloss Miroslaw), dem Dorf Wenzelsdorf und Zubehör von Ferdinand von Morzin; damit verbunden war die Verpflichtung zum Verkauf der Güter Althart und Klupitz. Am 11. November 1693 verkaufte der Abt Gregor Klein das Gut Klupitz an Maximilian Ernst Jankovsky von Vlasching.
Anlässlich des Ersten Schlesischen Krieges kam Maria Theresia nach Klosterbruck. Im Gegenzug für eine Spende für die österreichische Kriegskasse wurde dem Kloster die Befreiung von der Kriegssteuer gewährt.
Nach der Besetzung Klosterbrucks durch preußische Husaren am 16. Februar 1742 wurde dem Stift die Zahlung einer hohen Kriegskontribution auferlegt. Von König Friedrich wurde das Stift mehrmals besucht. Unter anderem interessierten ihn die Glocken, da diese angeblich aus Gold und Silber gefertigt waren.

### Auflösung
Nach Plänen von Franz Anton Pilgram wurde das Stift Klosterbruck ab dem Jahr 1748 umgebaut. Die Pläne sahen einen mächtigen vierseitigen Bau mit Ecktürmen und einer Gartenanlage im Innenhof, in welchen die in den Neubau integrierte Kirche hineinragen sollte, vor. In den Jahren 1761 bis 1778 wurde der Umbau von Franz Anton Hillebrandt fortgesetzt. Im Zuge der Josephinischen Reformen wurde das Kloster jedoch 1784 aufgelöst.
Zu diesem Zeitpunkt waren erst der komplette Ostflügel und große Teile der daran anschließenden Nord- und Südtrakte fertiggestellt. Bedeutende Künstler wie Johann Baptist Wenzel Bergl oder Franz Anton Maulbertsch waren an der künstlerischen Ausgestaltung beteiligt.
Nach der Auflösung des Klosters wurde die Stiftsbibliothek samt der Einrichtung ins Kloster Strahov gebracht, weitere Bestände an Druckwerken und Handschriften wurden anderen Bibliotheken übergeben. Alle anderen Bücher wurden am 14. November 1790 versteigert. Bücher aus Klosterbruck gelangten auf diese Weise unter anderem auch in die Bibliothek des Znaimer Kapuzinerklosters.
Das Klostergebäude wurde als Tabakfabrik, Militärakademie und schließlich bis in das 20. Jahrhundert als Kaserne verwendet. Die sehenswerte Kirche blieb jedoch Pfarre. Heute wird das Kloster von dem Weinhersteller Znovín Znojmo als Besucherzentrum und Weinmuseum genutzt und kann besichtigt werden. In der St.-Wenzels-Kirche befindet sich die älteste erhaltene Orgel Mährens.
Aus den umfangreichen Stiftsbesitz wurden die dem Religionsfonds zugeordneten und von der mährisch-schlesischen  Staatsgüteradministration verwalteten Güter Klosterbruck, Butsch, Lechwitz, Mißlitz, Krawska, Mühlfraun und Zuckerhandl gebildet, die im 19. Jahrhundert größtenteils versteigert wurden. Am 2. Januar 1827 verkaufte die mährisch-schlesische Staatsgüterveräußerungskommission die Grundherrschaft Klosterbruck mit den angeschlossenen Gütern Taßwitz-St. Clara und Alt-Schallersdorf an die Wiener Bankiers Karl Emanuel und Leopold von Liebenberg de Zsittin.

### Genie-Akademie
Die Akademie – eine Ausbildungsstätte für (zukünftige) Pioniere – sollte bereits Ende des 18. Jahrhunderts von Wien hierher verlegt werden, die Pläne wurden aber wieder fallengelassen.
Nachdem im Februar 1851 die k.k. Ingenieur-Akademie in Wien in eine k.k. Genie-Akademie umgewandelt und auch der Lehrplan entsprechend geändert wurde, wurde kurzfristig auf Anordnung Kaiser Franz Josephs noch im selben Jahr diese neue Akademie nach Kloster Bruck verlegt. Da das Kloster nur das Internat und die Dienstwohnungen der Akademieleitung beherbergen konnte, wurden auch die Gebäude der ebenfalls ärarischen Tabakfabrik für den Zweck der Akademie umgewidmet. Neu errichtet werden musste nur ein kleiner Reitstall. Zu bemerken ist, dass diese Entscheidung durch eine auf Befehl vorgehenden Kommission gefällt wurde, obwohl bekannt war, dass es dort kein sauberes Trinkwasser gab und die Bevölkerung entlang der Thaya immer wieder an Epidemien erkrankte.
Die Organisationsänderungen und die Übersiedlung hatten zur Folge, dass ein Großteil der Lehrer und Mitarbeiter sich teilweise frühzeitig pensionieren oder versetzen ließ und der erste Kurs nicht planmäßig abgehalten werden konnte.

## Persönlichkeiten
- Prokop Diviš (1698–1765), der 1720 in Klosterbruck dem Prämonstratenserorden beitrat, war tschechischer Prämonstratenser-Chorherr, Gelehrter und Erfinder.
- Johann Jahn (1750–1816), katholischer Theologe und Orientalist, studierte und lehrte am Stift
- Klemens Maria Hofbauer (1751–1820), wechselte um 1770 von seiner Lehrstelle als Bäcker von Znaim ins Stift Klosterbruck, wo er zunächst in der Klosterbäckerei arbeitete und später Privatdiener des Abtes wurde. Außerdem besuchte er hier die ersten vier Klassen der vierklassigen Klosterschule. 1774 verließ er Klosterbruck, um Eremit zu werden.[3]
- Hermine von Janda (1854–1925), Landschafts- und Blumenmalerin
- Wilhelm Carl Gustav Ritter von Doderer (1854–1932), österreichischer Architekt, Ingenieur und Bauunternehmer.